# Taze Kand (Barugh)
Taze Kand – wieś w Iranie, w ostanie Azerbejdżan Zachodni, w szahrestanie Mijandoab. W 2006 roku liczyła 138 mieszkańców.